# Guerra de Babilonia
La Guerra de Babilonia (311-309 a. C.) fue un conflicto que enfrentó a los diádocos Antígono I Monóftalmos y Seleuco I Nicator, terminando en una victoria para el segundo. El conflicto acabó con cualquier posibilidad de restauración del imperio de Alejandro Magno, el resultado se confirma en la batalla de Ipso. También marcó la infancia del imperio seléucida, dando el control a Seleuco sobre las satrapías orientales del antiguo imperio de Alejandro.

## Antecedentes
Tras la muerte de Alejandro Magno, el 11 de junio de 323 aC, su imperio se desintegró. Los oficiales que estaban tratando de salvarlo fueron derrotados durante la primera guerra de los Diádocos. Durante la segunda guerra de los Diádocos, el poder de Antígono I Monóftalmos, que había creado un estado de su cuenta en Anatolia y Siria, fue creciendo; esto causó alarma entre los otros generales, pero durante la tercera guerra de los Diádocos, Antígono logró mantener a Ptolomeo I de Egipto y Casandro de Macedonia en jaque. En diciembre de 311, las partes en conflicto llegaron a la conclusión de la Paz entre las dinastías, reconociéndose entre sí. El único gobernante que fue excluido fue Seleuco I Nicator. Antígono había expulsado a Seleuco, sátrapa de Babilonia, en 316, pero Ptolomeo le había dado un ejército, que utilizaría para volver a su satrapía.

## Campañas
Seleuco, reforzado con los veteranos macedonios de Harran, llegó a su antigua capital Babilonia en la segunda quincena de mayo de 311. Pronto fue reconocido como el nuevo gobernante. Sólo la fortaleza permaneció ocupada por una guarnición leal a Antígono. Seleuco construye una presa en el Éufrates y crea un lago artificial; en agosto, de repente se rompe la presa, y una ola de inundación destruye los muros de la fortaleza.
Los sátrapas de Antígono en Media y Aria, Nicanor y Evagoras, deciden intervenir con un ejército de diez mil infantes y siete mil jinetes, pero Seleuco y un ejército de tres mil soldados de infantería y 400 de caballería estaban esperando por ellos cerca del Tigris desde septiembre de 311. Al ocultar sus hombres en una de las marismas y atacando de noche, Seleuco fue capaz de derrotar a los soldados macedonios del ejército de Nicanor y Evagoras, después de lo cual los soldados iraníes decidieron alinearse con el gobernante de Babilonia (noviembre de 311). Sin ningún problema, Seleuco podía moverse a través de las montañas de los Zagros, ocupa Ecbatana (la capital de Media), y continúan hasta Susa (la capital de Elam). Ahora controla el sur de Irak y la mayor parte de Irán.
La noticia de la derrota de Nicanor y Evagoras debe haber alcanzado a Antígono aproximadamente en el momento de su firma de la Paz entre las dinastías (diciembre de 311). Ordenó a su hijo Demetrio Poliorcetes restaurar el orden; este llegó a principios de la primavera de 310, cuando Seleuco todavía estaba en el este. Aunque Demetrio consiguió entrar en Babilonia, no fue capaz de hacer frente a la resistencia que fueron capaces de organizar los adherentes de Seleuco y regresó a Siria sin haber logrado su objetivo. Su padre Antígono lo intentó de nuevo en el otoño de 310, y también se las arregló para entrar en Babilonia, pero se vio obligado a abandonar la ciudad en marzo de 309. Volviendo al noroeste, se encontró con el ejército de Seleuco, atacó a los soldados de Antígono mientras tomaban el desayuno, y obtuvieron una victoria decisiva.

## Importancia
Antígono se retiró y aceptó que Babilonia, Media y Elam pertenecían a Seleuco. El vencedor ahora se trasladó al este y llegó al valle del Indo, donde concluyó un tratado con Chandragupta Maurya. El emperador Maurya recibió la parte oriental del Imperio seléucida, que incluía Afganistán, Pakistán y el oeste de la India, y se entregó a Seleuco una fuerza formidable de quinientos elefantes de guerra. Al añadir toda Irán y Afganistán, Seleuco se convirtió en el gobernante más poderoso desde Alejandro Magno. La restauración del imperio de Alejandro era, después de la Guerra de Babilonia, imposible. Este resultado fue confirmado en la cuarta guerra de los Diádocos y la batalla de Ipso (301).
- Datos: Q797952